# ديزي وينترز
ديزي وينترز (بالإنجليزية: Daisy Winters) هو فلم دراما أمريكي مستقل صدر عام 2017، من إخراج وسيناريو بيث لامور. يروي الفلم قصة فتاة تبلغ من العمر أحد عشر عامًا تُدعى ديزي وينترز، مهووسة بكل ما يتعلق بالموت بسبب اصابة أمها بمرض السرطان.
انتحرت المخرجة بيث لامور في 2 أكتوبر 2016، خلال مرحلة ما بعد الإنتاج، لكن المنتجين جين بادلر وديبورا مور وشون ديموت استمروا في العمل على المشروع. عُرض الفلم لأول مرة في 5 أكتوبر 2017، وفي دور العرض في 1 ديسمبر 2017.

## الممثلون
- ستيرلينغ جيرينز في دور ديزي وينترز
- بروك شيلدز في دور ساندي وينترز
- كاري بريستون في دور العمة مارغريت
- إيوان ريون في دور دوغ
- بول بلاكثورن في دور روبرت ستيرغن
- نيك جور في دور جاكسون كومار

## خلفية
منذ أن انتهت لامور من كتابة سيناريو «ديزي وينترز» حتى إنتاجه، استغرق الأمر 13 عامًا ليتم تجميعه. ركزت لامور كثيرًا على وجود طاقم نسائي قوي لدعم موقفها النسوي وأرادت تعويض نقص الممثلات الشابات والمغامرات والقويات في صناعة الأفلام.
في عام 2003، أُعلن عن اختيار إيما روبرتس ورايتشل وايز لأداء الأدوار الرئيسية، وجون ويلز وبيتون ريد كمنتجين للفلم. كان من المتوقع بدء التصوير بعد أسبوع من هذا الإعلان في فانكوفر، ولكن لم يُعلن عن أي تطورات أخرى، ولم يشارك ويلز ولا ريد في الإنتاج النهائي.
استغرق الأمر من لامور وقتاً طويلاً لكتابة شخصية البطلة القوية التي كانت تريدها، وكان أخذ الوقت الكافي مع فريق التمثيل أمراً مهماً بالنسبة لها حيث خضعت ستيرلينغ جيرينز للاختبار قبل ثلاث سنوات من بدء التصوير.
على الرغم من رفع الوعي بمواضيع الاكتئاب والانتحار في الفلم، انتحرت لامور في أواخر مرحلة ما بعد الإنتاج. واصل المنتجون جين بادلر، وديبورا مور، وشون ديموت الإنتاج. علّقت ستيرلينغ جيرينز قائلةً: «كانت من أحزن لحظات حياتي» بعد أن علمت بوفاة المخرجة.

## التصوير السينمائي
تولى شون مورير مسؤولية التصوير السينمائي، وركز على إضاءة دافئة ومشرقة لإضفاء طابع طفولي على الفلم. استخدم التصوير اليدوي في جميع المشاهد التي تُظهر الخوف.
اُستخدم "فاينل كات برو إكس" لتحرير الفلم، وكان السبب لذلك هو تكلفته المنخفضة.

## الاستقبال النقدي
اعتباراً من فبراير 2020، كانت 60% من مراجعات النقاد على روتن توميتوز إيجابية، وحصل على متوسط تقييم 4 من 10، دون إجماع. في مراجعتها لصحيفة لوس أنجلوس تايمز، انتقدت كيمبر مايرز القصة ووصفتها بأنها غير مقنعة ومصطنعة بنهاية مبالغ فيها، بينما أشادت بالأداء والكفاءة التقنية وقيم الإنتاج. أشادت إيمي نيكلسون، في مراجعتها لمجلة فارايتي، بأداء جيرينز والتصوير السينمائي بينما انتقدت شخصية دوغ ووصفتها بأنها غير مقنعة وفي غير محلها. واختتمت المراجعة قائلة: «حتى في أغرب لحظاتها، هناك شيء منعش في إصرار لامور على أن السلوك البشري لا يتناسب مع الصناديق المرتبة وأن الأطفال أقوى مما يتوقعه الكبار». صنف جيفري أندرسون من كومون سينس ميديا الفلم بنجمتين من أصل خمسة، منتقدًا الإخراج ووصفه بأنه بلا حياة، ومحرج ومنفصل عن الشخصيات الضعيفة باستثناء الشخصية المركزية، مشيدًا بأداء جيرينز. أشاد بوب شتراوس من لوس أنجلوس ديلي نيوز بأداء جيرينز لكنه انتقد أداء باقي الممثلين.

## روابط خارجية
- ديزي وينترز على موقع IMDb (الإنجليزية)
- ديزي وينترز على موقع روتن توميتوز (الإنجليزية)
- ديزي وينترز على موقع ألو سيني (الفرنسية)
- ديزي وينترز على موقع بوكس أوفيس موجو (الإنجليزية)
- ديزي وينترز على موقع فيلمافينيتي (الإسبانية)
- ديزي وينترز على موقع قاعدة بيانات الفيلم (الإنجليزية)
- ديزي وينترز على موقع ليتربوكسد (الإنجليزية)
- ديزي وينترز على موقع كينوبويسك (الروسية)